# 民族民主联盟 (阿尔及利亚)
民族民主联盟（羅馬化：al-Tajammuʻ al-Waṭanī al-Dīmuqrāṭī），简称民盟（RND），是阿尔及利亚的一个中间偏右政党，奉行经济自由主义。该党成立于1997年2月，由老战士组织、老战士子女组织、烈士子女组织、退役军官协会、工会、农会和全国妇女联盟等7个有影响力的全国性团体组成。在1997年阿尔及利亚议会选举中，该党赢得40%的议席，一度成为阿尔及利亚的第一大政党。此后，该党成为民族解放阵线领导的联合政府的成员。该党主张“多样性、轮流执政”，致力于深化经济结构改革并推动私有化进程。该党被视为阿尔及利亚独立以来唯一的执政党民族解放阵线的卫星党。